# Kolonie Virginia
De Kolonie Virginia (ook wel bekend als de Virginia Kolonie) is een voormalige Engelse kolonie in het oosten van Noord-Amerika. De naam was ontleend aan de overleden Engelse koningin Elizabeth I, die ook wel bekendstond als 'The Virgin Queen'.

## Prekoloniale situatie
In het gebied lagen ongeveer tweehonderd steden, waarmee de Powhatan - in die tijd - het grootste indianenrijk van Noord-Amerika vormden. Aan het hoofd van de zes volken stond één leider, de Weroance (Chief). De grootste leider wiens naam is overgeleverd is Wahunsunacock (Wahunsenaca), beter bekend als Chief Powhatan, naar wie de Britten het gehele volk noemden. Powhatan was binnen zijn rijk de machtigste man, maar hij was wel verplicht de adviezen van de priesters en zijn oorlogsadviseurs op te volgen, waardoor hij nooit een absoluut heerser kon worden.
Als een van de weinige volkeren kende het systeem in Virginia een vorm van belastingen die betaald werden aan de Chief. Tachtig procent van alle opbrengsten – tarwe, maïs, pelzen, bonen – werd als schatting aan hem betaald, waarmee de leider een zeer rijk man werd. Zoals de andere bosindianen leefden de Powhatan voornamelijk van gewassen, aangevuld met jacht. Het belangrijkste gewas was maïs, dat zeer goed groeide in de vochtige grond.

## Virginia Company
De Virginia Company of London werd opgericht op 10 april 1606 met een charter van koning Jacobus I, die hoopte een handelspost te krijgen die zichzelf financieel kon bedruipen. Het was een vennootschap op aandelen.
In 1607 werd Jamestown gesticht, de eerste stad van de kolonie.
Het koninklijk charter werd aangepast in 1609 en 1612; in 1618 werd het great charter verleend. Maar intussen ging het steeds slechter door droogte in Virginia, aanvallen van de indianen, verdeeldheid bij en mismanagement door de bestuurders in Londen.
In 1624 werd de company geliquideerd en werd Virginia een koninklijke kolonie.

## Koninklijke kolonie
De Engelse kolonisten arriveerden in een periode van grote droogte en schaarste aan levensmiddelen, die leidde tot conflicten met de oorspronkelijke bevolking, de indianen. Toen de Engelse bevolking groeide en steeds meer de binnenlanden in trok, namen de conflicten toe. Dit leidde tot de eerste gevechten maar door een huwelijk tussen John Rolfe en de Powhatanprinses Pocahontas werd tijdelijk weer vrede gesticht. In 1622 vond een verrassingsaanval plaats van de Powhatan op Jamestown waarbij een kwart van zijn bevolking werd vermoord. Dit was de eerste van de Amerikaans-indiaanse oorlogen en ging de geschiedenis in als het Jamestown-bloedbad. In mei 1623 nodigden de Engelsen de inheemsen uit voor een vredesceremonie, waar die vergiftigde wijn te drinken kregen. Zo'n tweehonderd mannen stierven, waarna de Engelsen er nog eens vijftig ombrachten en scalpeerden.
Intussen waren de kolonisten begonnen tabak te verbouwen. Omdat tabak de grond uitput, moesten steeds nieuwe bossen worden omgehakt voor de aanleg van plantages. Voor dat omhakken en het bewerken van de velden waren goedkope arbeidskrachten nodig. Per schip werden zowel Afrikaanse slaven als Britse contractslaven (endentured servants) aangevoerd. Hen wachtte een leven van zware arbeid tegen schamele kost en onderdak.
In 1667 vond de Rebellie van Bacon plaats waarbij een groep kleine boeren op eigen initiatief aanvallen uitvoerden op de Indianen om zo land in bezit te nemen. Het bracht ze in conflict met de gouverneur William Berkeley en uiteindelijk vielen ze de hoofdstad Jamestown aan en staken een groot deel van de stad in brand. Bacon stelde ook een verklaring op waarin hij de macht van de koning ontkende en om beide redenen werden vanuit Londen extra troepen gestuurd.
In 1693 werd in het latere Williamsburg een universiteit gesticht, College of William & Mary, na Harvard de oudste universiteit van de VS.  gesticht. Nadat het koloniale bestuur van Virginia in 1699 verplaatst was van 
Jamestown naar Middle Plantation, werd deze plaats hernoemd in Williamsburg, ter ere van koning Willem III. Tot 1780 zou Williamsburg de hoofdstad van Virginia blijven. Het werd in 1782 als hoofdstad afgelost door Richmond. De kolonie Virginia was toen al een deelstaat geworden van de Verenigde Staten van Amerika.